# Estación Iyodoi
La estación Iyodoi (伊予土居駅 Iyodoi-eki?) es una estación de la línea Yosan de la Japan Railways que se encuentra en la ciudad de Shikokuchuo de la prefectura de Ehime. El código de estación es el "Y26".

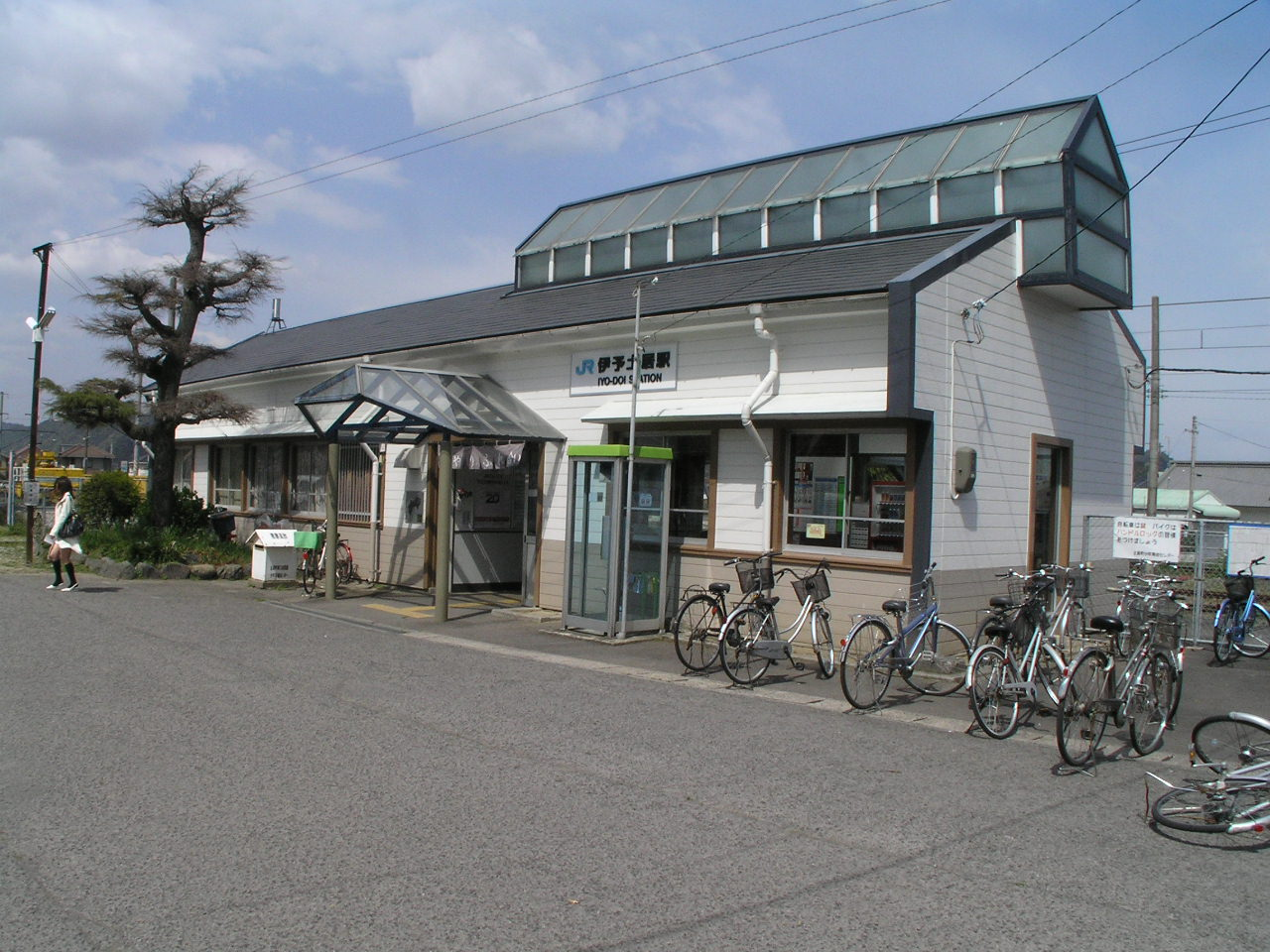
Edificio de la estación.

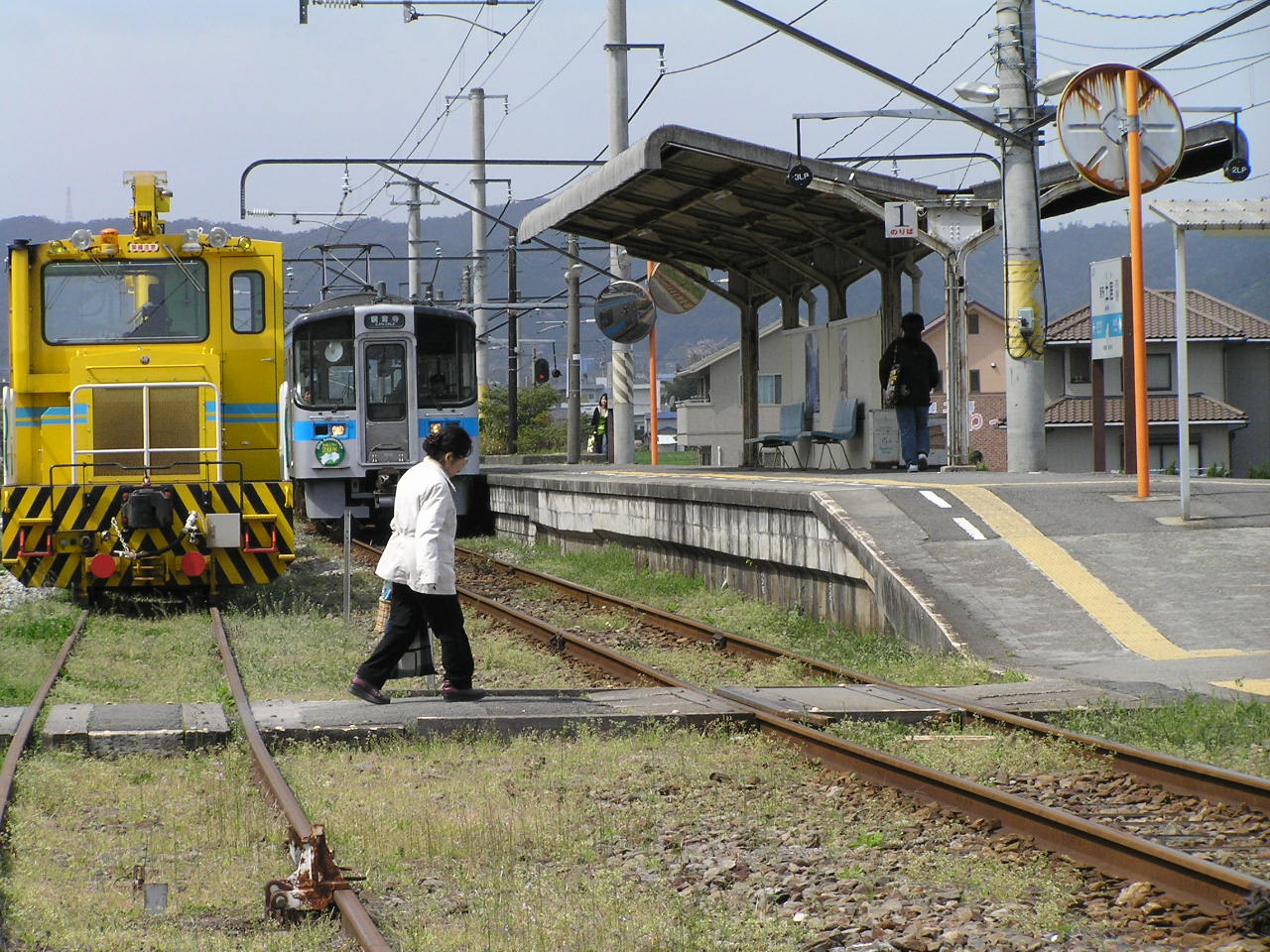
Vista de la plataforma.

## Características
Esta estación tiene un importante tráfico entre las estaciones en las que sólo se detienen los servicios comunes, en el tramo comprendido entre las estaciones Kanonji (観音寺駅 Kan'onji-eki?) e Iyosaijo. Es utilizada principalmente por estudiantes, tanto los que concurren a escuelas de otras ciudades como Niihama como quienes concurren a las escuelas cercanas a la propia estación Iyodoi.
Algunos servicios rápidos se detenían en esta estación, pero en la actualidad no lo hace ningún servicio rápido.
Desde la estación Nakahagi hasta esta estación la línea Yosan se aleja de la ruta nacional 11 y atraviesa la zona costera, pero desde la estación Iyodoi hacia el este corren mayoritariamente en forma paralela.

## Estación de pasajeros
Cuenta con una plataforma, con vías a ambos lados de la misma (andenes 1 y 2). El andén 2 es el principal y, sólo para permitir el sobrepaso a los servicios rápidos se utiliza el andén 1.
La estación no cuenta con personal, pero entre las 7:00 y 0:00 la venta de pasajes se realiza de manera terciarizada. Fuera de ese horario se utilizan las expendedoras automáticas.
La estación cuenta con sala de espera, teléfono público, estacionamiento y baños. Está optimizado para el acceso de personas con capacidades reducidas por lo que no hay escaleras.

### Andenes
| 1 | ● Línea Yosan | | Hacia Iyomishima, Kawanoe y Kanonji (sólo para permitir el sobrepaso a los servicios rápidos) |
| 1 | ● Línea Yosan | Hacia Niihama, Saijo, Imabari, Hōjō y Matsuyama (sólo para permitir el sobrepaso a los servicios rápidos) |                                                                                               |
| 2 | ● Línea Yosan | | Hacia Iyomishima, Kawanoe y Kanonji (los servicios rápidos no se detienen)                    |
| 2 | ● Línea Yosan | Hacia Niihama, Saijō, Imabari, Hōjō y Matsuyama (los servicios rápidos no se detienen)                    |                                                                                               |

## Alrededores de la estación

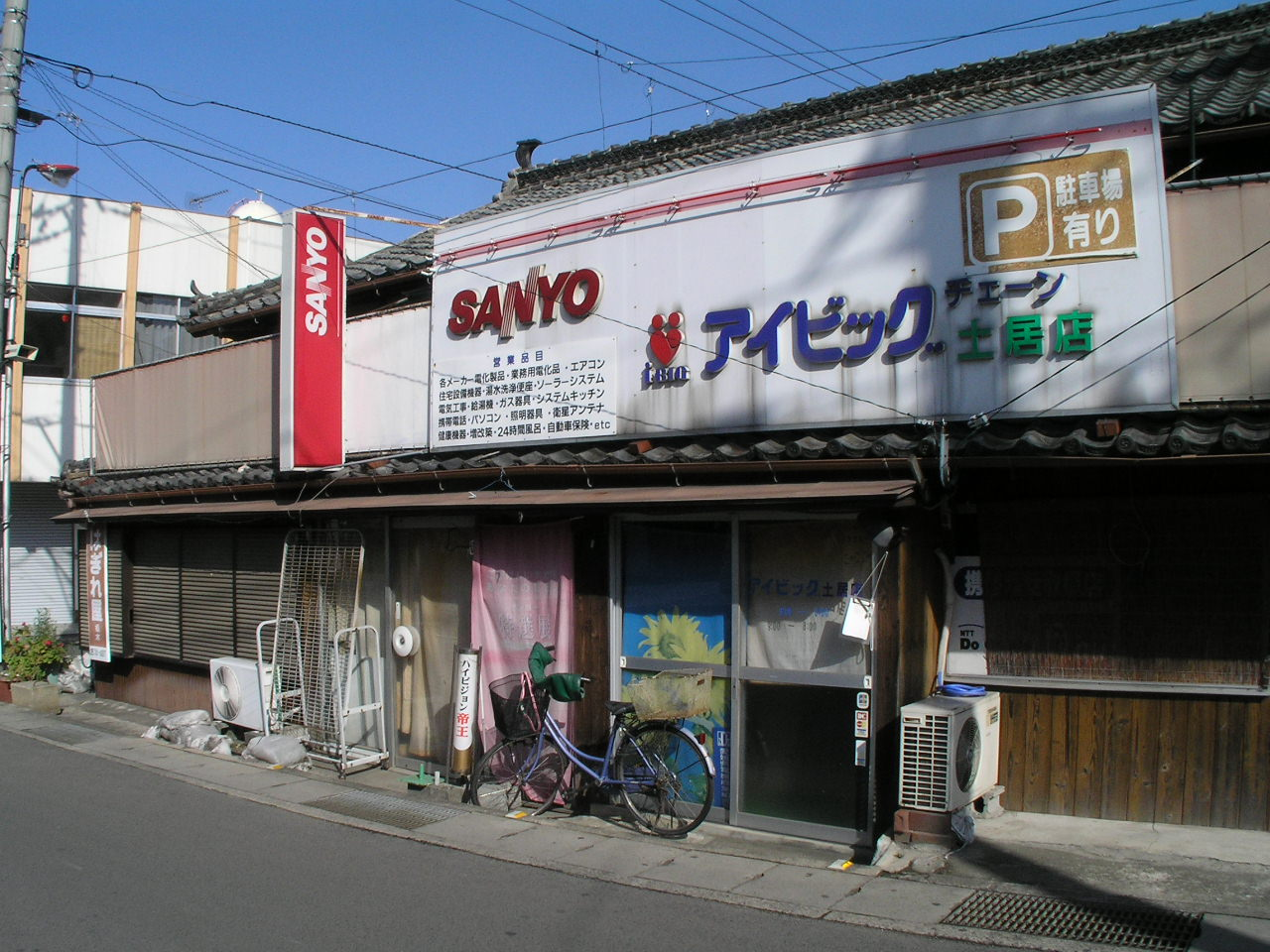
Calle comercial de la estación.

- Ruta nacional 11
- Templo Enmei (延命寺 Enmei-ji?)
- Parada del autobús Setouchi (せとうちバス Seto'uchi-basu?).
- Calle comercial

## Historia
- 1919: el 1° de septiembre se inaugura la estación Iyodoi.
- 1987: el 1° de abril pasa a ser una estación de la división Ferrocarriles de Pasajeros de Shikoku de la Japan Railways.

## Estación anterior y posterior
- Línea Yosan 
  - Estación Akaboshi (Y25) << Estación Iyodoi (Y26) >> Estación Sekigawa (Y27)